# Le parole che voglio dirti
Le parole che voglio dirti (A Journal for Jordan) è un film del 2021 diretto da Denzel Washington.
La pellicola, con protagonisti Michael B. Jordan e Chanté Adams, è l'adattamento cinematografico delle memorie del 2008 A Journal for Jordan: A Story of Love and Honor, scritte da Dana Canedy.

## Produzione
Nel gennaio 2018 viene annunciato l'adattamento delle memorie di Dana Canedy, con la sceneggiatura di Virgil Williams e la regia di Denzel Washington, mentre nel febbraio 2019 Michael B. Jordan viene scelto come protagonista.

## Promozione
Il primo trailer del film è stato diffuso l'11 agosto 2021.

## Distribuzione
Il film è stato distribuito nelle sale cinematografiche statunitensi a partire dal 25 dicembre 2021, mentre in Italia è stato distribuito in streaming dal 13 marzo 2022.